# Mizuage

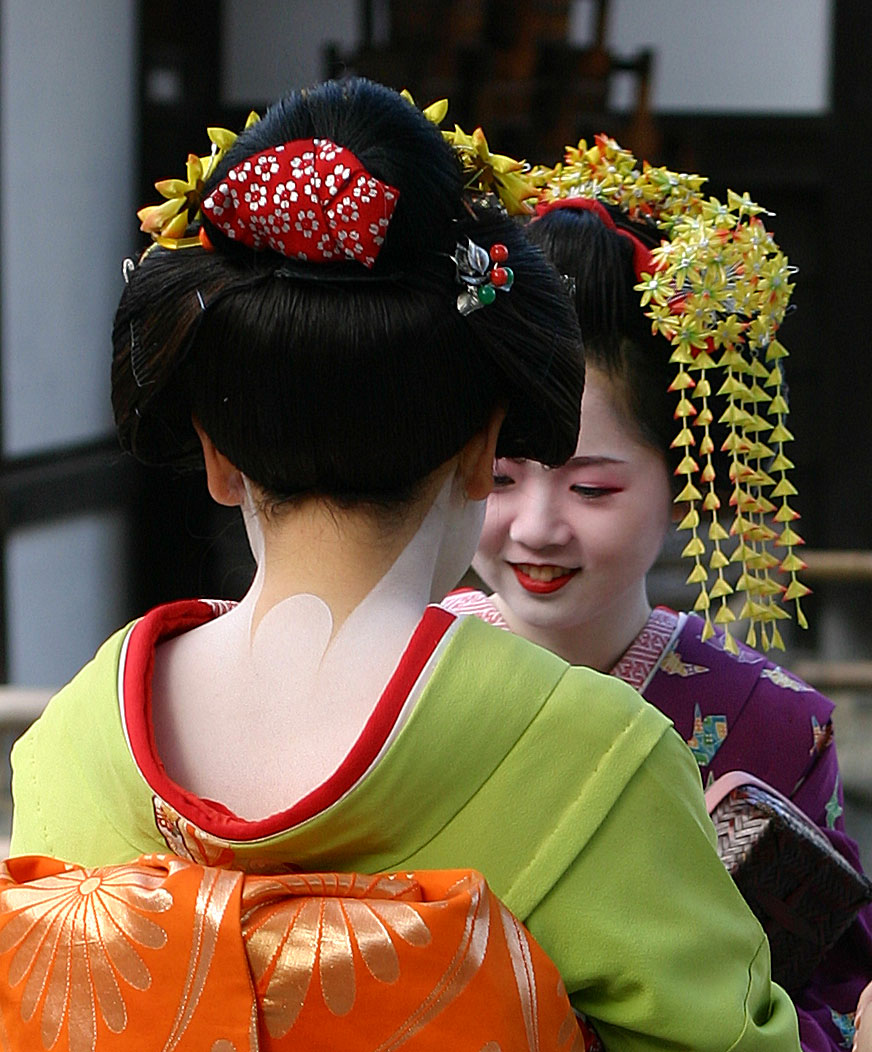
Maiko trò chuyện gần Chùa Vàng ở Kyoto, Nhật Bản

Mizuage (水揚げ) là một nghi lễ mà các maiko (người học nghề vũ nữ Nhật) phải trải qua để tượng trưng cho sự trưởng thành của mình. Khi những kỹ nữ huấn luyện cho một maiko nghĩ rằng cô ta đã sẵn sàng để hoàn toàn trở thành một vũ nữ, một người đàn ông xa lạ và danh vọng sẽ được quyền lấy đi sự trinh bạch của maiko đó với một giá nào đó. Người đàn ông này thường được gọi là danna của maiko (một từ cổ dành cho chồng), hay là người bảo trợ; mối quan hệ này không hoàn toàn được hiểu rõ, nhưng chắc chắn người này phải có khả năng bảo trợ về tài chính cho maiko trong tương lai. Giá phải trả cho nghi lễ này có thể là số tiền lớn nhất mà cô ta có thể kiếm được trong suốt cuộc đời hành nghề của mình.
Sau khi nghi lễ được tiến hành, đôi khi lên đến cả bảy ngày, maiko sẽ hoàn toàn trở thành một vũ nữ Nhật và được phép "đổi cổ áo". Nghĩa là bây giờ cô ta được phép thay cổ áo đỏ (của người học nghề) thành cổ áo trắng (của vũ nữ Nhật). Kiểu tóc của cô ta cũng được thay đổi tới ofuku mang bởi những người lớn hơn, từ kiểu tóc "chia ra những quả đào", một dấu hiệu để nhận biết là maiko.
Mizuage không phải là một nghi thức bắt buộc đối với maiko. Ngày nay, nghi thức này đã bị bãi bỏ, Maiko và những vũ nữ Nhật hiện đại không phải trải qua nghi thức này vì nó trái với Bộ luật phòng chống hoạt động mại dâm được Nhật Bản ban hành năm 1958.